# ボーン・ヴィラン
『ボーン・ヴィラン』（Born Villain）は、アメリカ合衆国のロックバンド、マリリン・マンソンが2012年に発表した8作目のスタジオ・アルバム。バンド自身が設立したインディーズ・レーベル「Hell, etc.」からの第1弾アルバムとしてリリースされた。

## 背景
2009年、バンドは長年所属してきたインタースコープ・レコードを離れ、2010年にクッキング・ヴァイナルと共同で「Hell, etc.」を設立した。
2011年2月には、1995年よりドラマーを務めてきたジンジャー・フィッシュの脱退が公表される。本作のレコーディングでは元ナイン・インチ・ネイルズのクリス・ヴレンナがドラムスを担当するが、アルバムの完成が間近となった2011年11月、ヴレンナは「仲間達の幸運は祈るけど、レコーディングもほぼ終わったことだし、俺はプロダクション、映画音楽の作曲、来るべきコラボレーションといった、自分のキャリアの他の面に戻る頃合いだと感じた」とコメントしてバンドを去った。そして2012年1月、クリス・コーネルやフォリナー等との仕事で知られるジェイソン・サターが、ツアー・ドラマーとして正式加入した。
バンドの中心人物マリリン・マンソンは、本作の音楽性に関してキリング・ジョーク、ジョイ・ディヴィジョン、リヴォルティング・コックス、バウハウス、ザ・バースデイ・パーティといったバンドを引き合いに出し「とてもリズムがドライヴしている」と説明している。世界共通ボーナス・トラック「うつろな愛」は、カーリー・サイモンが1972年にシングル・ヒットさせた曲のカヴァーで、ジョニー・デップがドラムスとリードギターを担当している。

## リリース
2011年8月、長年マリリン・マンソンのファンであった俳優シャイア・ラブーフが監督した短編ミュージック・ビデオ『ボーン・ヴィラン』が公開され、同名のフォトブックも限定発売された。2012年3月7日には、本作からの第1弾シングル「ノー・リフレクション」がKROQでオン・エアされて世界初公開となり、3月13日にはiTunesでの配信も開始された。
本作は4月25日に日本のビクターエンタテインメントから先行発売され、インターナショナル盤は4月30日、アメリカ盤は5月1日に発売された。

## 反響
アメリカでは発売初週の時点で3万8千枚を売り上げ、Billboard 200で初登場10位となった。また、『ビルボード』のハード・ロック・アルバム・チャート、インディペンデント・アルバム・チャートの2部門で1位を獲得し、モダン・ロック/オルタナティヴ・アルバム・チャートでは2位、ロック・アルバム・チャートでは3位を記録した。
スイスでは2012年5月13日付のアルバム・チャートで初登場2位となり、7週チャート圏内にとどまった。ドイツでは6週アルバム・チャート入りして最高5位を記録し、『イート・ミー、ドリンク・ミー』（2007年）以来のトップ5入りを果たした。

## 評価
フレッド・トーマスはオールミュージックにおいて5点満点中3.5点を付け「マリリン・マンソンの初期の作品にあったクラクラするほどの高みには達していないとはいえ、長年方向性を見失っていたバンドが復活したことを示唆しており、より素晴らしい『未来の邪悪さ』への道筋にもなり得る」と評している。また、Scott AlisogluはBlabbermouth.netにおいて10点満点中8点を付け「脳内で長きにわたって楽しめるような曲作りの技巧を維持しつつ、最も根源的な要素以外を取り去ったサウンドで、このバンドが作って来たアルバムの中でも、特にヘヴィな作品の一つになった」と評している。一方、Hamish MacBainは『NME』誌において10点満点中6点を付け「マジックに欠け、特別な事が何も起こっていない。悪くはない。しかし良くもない」と評している。

## 収録曲
| 全作詞: マリリン・マンソン（「うつろな愛」のみカーリー・サイモン）。 | |                                                               |                                  |      |
| #                                                                    | タイトル                                                                                                   | 作詞                                                          | 作曲                             | 時間 |
| 1.                                                                   | 「ヘイ、クルーエル・ワールド… - Hey, Cruel World...」                                                      | マリリン・マンソン （「うつろな愛」のみ カーリー・サイモン ） | Twiggy Chris Vrenna              | 3:44 |
| 2.                                                                   | 「ノー・リフレクション - No Reflection」                                                                   | マリリン・マンソン （「うつろな愛」のみ カーリー・サイモン ） | Manson Twiggy Vrenna             | 4:36 |
| 3.                                                                   | 「ピストル・ウィップト - Pistol Whipped」                                                                  | マリリン・マンソン （「うつろな愛」のみ カーリー・サイモン ） | Manson                           | 4:10 |
| 4.                                                                   | 「オーヴァーニース・ザ・パス・オブ・ミザリー - Overneath the Path of Misery」                              | マリリン・マンソン （「うつろな愛」のみ カーリー・サイモン ） | Manson Twiggy Vrenna             | 5:18 |
| 5.                                                                   | 「スローモーション - Slo-Mo-Tion」                                                                         | マリリン・マンソン （「うつろな愛」のみ カーリー・サイモン ） | Manson Fred Sablan Twiggy Vrenna | 4:24 |
| 6.                                                                   | 「ザ・ガーデナー - The Gardener」                                                                          | マリリン・マンソン （「うつろな愛」のみ カーリー・サイモン ） | Twiggy Vrenna                    | 4:39 |
| 7.                                                                   | 「ザ・フラワーズ・オブ・イーヴル - The Flowers of Evil」                                                   | マリリン・マンソン （「うつろな愛」のみ カーリー・サイモン ） | Twiggy Vrenna                    | 5:19 |
| 8.                                                                   | 「チルドレン・オブ・ケイン - Children of Cain」                                                            | マリリン・マンソン （「うつろな愛」のみ カーリー・サイモン ） | Manson                           | 5:17 |
| 9.                                                                   | 「ディスエンゲイジド - Disengaged」                                                                        | マリリン・マンソン （「うつろな愛」のみ カーリー・サイモン ） | Manson                           | 3:25 |
| 10.                                                                  | 「レイ・ダウン・ユア・ガッデム・アームズ - Lay Down Your Goddamn Arms」                                    | マリリン・マンソン （「うつろな愛」のみ カーリー・サイモン ） | Twiggy Vrenna                    | 4:13 |
| 11.                                                                  | 「マーダラーズ・アー・ゲッティング・プリティアー・エヴリ・デイ- Murderers Are Getting Prettier Every Day」 | マリリン・マンソン （「うつろな愛」のみ カーリー・サイモン ） | Twiggy Vrenna                    | 4:18 |
| 12.                                                                  | 「ボーン・ヴィラン - Born Villain」                                                                        | マリリン・マンソン （「うつろな愛」のみ カーリー・サイモン ） | Manson Twiggy Vrenna             | 5:26 |
| 13.                                                                  | 「ブレイキング・ザ・セイム・オールド・グラウンド - Breaking the Same Old Ground」                          | マリリン・マンソン （「うつろな愛」のみ カーリー・サイモン ） | Twiggy Vrenna                    | 4:27 |
| 14.                                                                  | 「うつろな愛 - You're So Vain」(世界共通ボーナス・トラック)                                                | マリリン・マンソン （「うつろな愛」のみ カーリー・サイモン ） | Carly Simon                      | 4:02 |
| 合計時間:                                                            | 合計時間:                                                                                                  | 合計時間:                                                     | 63:25                            |      |

| #         | タイトル                                                                 | 作詞      | 作曲                 | 時間 |
| --------- | ------------------------------------------------------------------------ | --------- | -------------------- | ---- |
| 15.       | 「ノー・リフレクション（ラジオ・エディット）No Reflection (Radio Edit)」 |           | Manson Twiggy Vrenna | 3:31 |
| 合計時間: | 合計時間:                                                                | 合計時間: | 66:56                |      |

## 参加ミュージシャン
- マリリン・マンソン - ボーカル、ギター、キーボード
- トゥイギー・ラミレズ - ギター、ベース、キーボード、バッキング・ボーカル
- フレッド・サブラン - ベース、ギター
- クリス・ヴレンナ - ドラムス、パーカッション、キーボード、シンセサイザー、プログラミング

アディショナル・ミュージシャン
- ジョニー・デップ - ギター、ドラムス(on #14)
- ブルース・ウィトキン - ギター、ベース、キーボード(on #14)